# Srimushnam
Srimushnam é uma panchayat (vila) no distrito de Cuddalore, no estado indiano de Tamil Nadu.

## Geografia
Srimushnam está localizada a 11° 24′ N, 79° 25′ L. Tem uma altitude média de 39 metros (127 pés).

## Demografia
Segundo o censo de 2001,  Srimushnam  tinha uma população de 12,000 habitantes. Os indivíduos do sexo masculino constituem 50% da população e os do sexo feminino 50%. Srimushnam tem uma taxa de literacia de 61%, superior à média nacional de 59.5%: a literacia no sexo masculino é de 70% e no sexo feminino é de 51%. Em Srimushnam, 13% da população está abaixo dos 6 anos de idade.